# Myles Ferguson
Myles Ferguson (Vancouver, 3 gennaio 1981 – 29 settembre 2000) è stato un attore canadese.
In carriera ha recitato in varie serie televisive: Edgemont, Poltergeist, Highlander e The Odyssey; è stato protagonista della pellicola Inferno bianco, diretta da Paul Shapiro.

## Biografia
Era figlio di Mike e di Karen Ferguson, e fratello di Skylar Ferguson.
È apparso in due episodi del telefilm Highlander, nei quali ha interpretato Kenny, nel 1994 e nel 1995; in due episodi del telefilm X Files, nel 1995 e nel 1998, interpretando il ragazzo nell'autobus. Ma era noto al pubblico italiano per aver interpretato Scott Linton nella prima stagione della serie TV Edgemont, nel 2000.
È morto il 29 settembre 2000 a soli 19 anni, a causa di un incidente d'auto.

## Filmografia

### Televisione
- Highlander (1994-1995), Kenny - Serie TV
- X Files (1995-1998), ragazzo nell'autobus - Serie TV
- Edgemont (2000), Scott Linton - Serie TV
- Inferno bianco film TV diretto da Paul Shapiro.